# Fonction de Conway en base 13
La fonction de Conway en base 13, créée par le mathématicien britannique John H. Conway, est un contre-exemple extrême à la réciproque du théorème des valeurs intermédiaires. En effet, bien que cette fonction réelle f soit discontinue en tout point, elle vérifie la propriété des valeurs intermédiaires, c'est-à-dire que pour tous réels a, b et r tels que f(a) < r < f(b), il existe c entre a et b tel que f(c) = r. En réalité, la fonction vérifie une propriété bien plus forte que les deux précédentes : l'image par f de tout intervalle non trivial est R.

## Définition

### Idée
La fonction de Conway en base 13 a été créée dans l'idée de définir une fonction simple à construire et par laquelle l'image de tout intervalle non trivial serait la droite réelle. Cela implique qu'elle est discontinue en tout point.

### Définition
Considérons le développement « tridécimal » d'un nombre réel x, c'est-à-dire en base 13, avec les symboles 0, 1, 2, 3, 4, 5, 6, 7, 8, 9, A, B, C (Conway utilise les symboles +, - et • à la place de A, B et C).
On peut montrer que la partie fractionnaire de x admet un développement tridécimal propre, c'est-à-dire ne se terminant pas par une suite infinie de "C". On ne considère que cette forme du développement de x. 
Dans un premier temps, on définit la fonction f pour x dans [0, 1[ comme suit:
- Si à partir d'un certain rang, le développement tridécimal de x s'écrit {\displaystyle {\underline {Ax_{1}x_{2}\ldots x_{n}Cy_{1}y_{2}\ldots }}} avec toutes les décimales {\displaystyle x_{1},x_{2},\ldots ,x_{n},y_{1},y_{2},\ldots } dans {\displaystyle \{0,1,\dots ,9\}}, alors {\displaystyle f(x)=x_{1}x_{2}\ldots x_{n},y_{1}y_{2}\ldots } (en notation décimale usuelle, c'est-à-dire en base dix).
- Si à partir d'un certain rang, le développement tridécimal x s'écrit {\displaystyle {\underline {Bx_{1}x_{2}\ldots x_{n}Cy_{1}y_{2}\ldots }}} avec toutes les décimales {\displaystyle x_{1},x_{2},\ldots ,x_{n},y_{1},y_{2},\ldots } dans {\displaystyle \{0,1,\dots ,9\}}, alors {\displaystyle f(x)=-x_{1}x_{2}\ldots x_{n},y_{1}y_{2}\ldots }
- Si aucun des deux cas n'est vérifié, alors f(x) = 0.

On étend ensuite la définition pour tout réel par périodicité :
{\displaystyle f(x)=f(\{x\})}
On a ainsi par exemple :
{\displaystyle f({\underline {7A}}{,}{\underline {C14A3C14159\ldots }})=f({\underline {0}}{,}{\underline {C14A3C14159\ldots }})=3{,}14159\ldots =\pi }

### Propriétés
La fonction f est définie de sorte qu'elle vérifie la propriété des valeurs intermédiaires tout en n'étant continue nulle part. En effet, sur tout intervalle fermé [a,b], f prend non seulement toutes les valeurs comprises entre f(a) et f(b) mais même, si a < b, toutes les valeurs réelles.
Pour le prouver, soient un réel quelconque {\displaystyle r=\pm x_{1}x_{2}\ldots x_{n},y_{1}y_{2}\ldots } et une valeur « de départ » {\displaystyle c\in ]a,b[}.
Alors c peut être modifié de sorte que la queue de sa représentation tridécimale soit égale à {\displaystyle {\underline {x_{0}x_{1}x_{2}\ldots x_{n}Cy_{1}y_{2}\ldots }}} avec {\displaystyle x_{0}=A} si r > 0 et {\displaystyle x_{0}=B} si r < 0. On obtient ainsi un nombre c' tel que f(c') = r. En choisissant bien le lieu de la modification (suffisamment loin dans l'écriture), on peut toujours faire en sorte que c' appartienne encore à ]a, b[.
Ainsi, f vérifie une propriété plus forte que celle des valeurs intermédiaires. De plus, elle n'est continue nulle part car si elle était continue en un point, elle serait bornée sur un voisinage de ce point, ce qui n'est pas le cas.